# Aeroportul Smederevo
Aeroportul Smederevo (IATA: SDO, ICAO: LYSD) este un aeroport din Serbia ce deservește zona Semendria. A fost numit după zona deservită.
Situat la o altitudine de 68 m, aeroportul dispune de o singură pistă.